# فيجاي
فيجاي هو ممثل هندي، ولد في 22 يونيو 1974 في سريلانكا. من الجوائز التي نالها Ananda Vikatan Cinema Awards ‏ وAsianet Film Awards ‏ وSIIMA Award for Best Actor ‏ وCinema Express Awards ‏ وEdison Awards (India) ‏ وKalaimamani ‏ وMathrubhumi Film Awards ‏ وجائزة ولاية تاميل نادو للأفلام ‏ وVijay Award for Best Actor ‏.

## أعمال

### أفلام
- (2017) بيارافا

## جوائز
- Ananda Vikatan Cinema Awards [الإنجليزية]‏
- Asianet Film Awards [الإنجليزية]‏
- SIIMA Award for Best Actor [الإنجليزية]‏
- Cinema Express Awards [الإنجليزية]‏
- Edison Awards (India) [الإنجليزية]‏
- Kalaimamani [الإنجليزية]‏
- Mathrubhumi Film Awards ‏
- جائزة ولاية تاميل نادو للأفلام [الإنجليزية]‏
- Vijay Award for Best Actor [الإنجليزية]‏

## وصلات خارجية
- فيجاي على موقع IMDb (الإنجليزية)
- فيجاي على موقع روتن توميتوز (الإنجليزية)
- فيجاي على موقع ألو سيني (الفرنسية)
- فيجاي على موقع ميوزك برينز (الإنجليزية)
- فيجاي على موقع أول موفي (الإنجليزية)
- فيجاي على موقع قاعدة بيانات الفيلم (الإنجليزية)
- فيجاي على موقع كينوبويسك (الروسية)